# Volkswagen Lavida
El Volkswagen Lavida es un sedán cuatro puertas compacto fabricado por Shanghai Volkswagen Automotive para el mercado chino, lanzado en el mercado Chino en el año 2008 en Pekín, el Lavida es considerado el primer automóvil compacto sedán de Volkswagen producido en masa, ya fue diseñado principalmente por su socio chino. En 2010, el coche fue el número uno de ventas en China, con 251.615 vehículos entregados.
El modelo se ha actualizado de manera significativa en 2012 con el lanzamiento de la "New Lavida" en el Auto Show de Pekín y la versión Familiar fue presentada en el Shanghai Auto Show de 2013.
La tercera generación del Lavida fue presentada en Auto China 2018 en Pekín y está basada en la plataforma MQB del Grupo Volkswagen. En su lanzamiento, estuvo disponible con dos opciones de motorización: un motor de gasolina de 1.5 litros con 116 CV y un motor TSI de 1.4 litros con 150 CV, acoplados a una caja de cambios manual de cinco velocidades o una automática de seis velocidades. En comparación con la generación anterior, esta versión recibió una distancia entre ejes aumentada en 78 mm.